# Мокотув
Моко́тув (пол. Mokotów) — южный левобережный район столицы Польши г. Варшавы, расположенный вдоль реки Вислы (Верхний и Нижний Мокотув). Мокотув считается вторым по престижности после центра города.

## История
Оригинальное название «Mokotowo», вероятно, происходит от названия прусского владельца села, Мокото — или Мокот — и впервые появляется в документах начиная с 1367 года.
Хотя этот район был заселен, по крайней мере, с раннего средневековья, только с начала 1916 года Мокотув был включен в состав Варшавы.

## География
Соседствующие с Мокотувом районы Варшавы:
- с севера — Охота, Средместье, Прага Южная;
- с юга — Урсынов, Вилянув;
- с востока — Вавер;
- с запада — район Влохи.

## Население
Это самый крупный по численности населения район Варшавы. Согласно переписи, на конец 2009 года в районе Мокотув на площади 35,4 км² проживал 225 571 житель.

### Известные уроженцы и жители
- Квапишевская, Данута (1922—1999) — балерина и скульптор.

## Административное деление

Административное деление Мокотува

Мокотув делится на следующие микрорайоны:
- Августувка;
- Вежбно[пол.];
- Выглендув[пол.];
- Ксаверув[пол.];
- Садыба;
- Секерки;
- Сельце;
- Служев[пол.];
- Служевец[пол.];
- Старый Мокотув[пол.];
- Стегны;
- Чернякув;